# Frank A. Tuttle
Frank A. Tuttle, auch Frank Tuttle (* 15. November 1905 in Pennsylvania; † 6. August 1969 in Glendale, Kalifornien) war ein US-amerikanischer Ausstatter beim Hollywood-Film.

## Leben
Frank Tuttle nannte sich weite Teile seiner Karriere Frank A. Tuttle, um nicht mit dem ungleich bekannteren gleichnamigen Filmregisseur verwechselt zu werden.
Über die frühen Jahre des von der amerikanischen Ostküste stammenden Tuttle ist kaum etwas bekannt; bereits bei der Volkszählung von 1930 ist er als in Los Angeles wohnhaft verzeichnet. Mit Beginn der 1940er Jahre ist er als Ausstatter im Dienste der Columbia Pictures nachweisbar, jedoch arbeitete Tuttle, abgesehen von einer ungenannten Tätigkeit 1967 bei dem Gregory-Peck-Film Der große Schweiger, zu keiner Zeit als Filmarchitekt (Szenenbildner). Für drei seiner Arbeiten (1001 Nacht, Sie nannten ihn King und Rat mal, wer zum Essen kommt) erhielt er jeweils eine Oscar-Nominierung.
In seiner drei Jahrzehnte umfassenden Tätigkeit stattete Tuttle über 140 Filme aller gängigen Genres aus; seit den frühen 1950er Jahren kamen zahlreiche Verpflichtungen für populäre Fernsehserien wie Rin-Tin-Tin, Vater ist der Beste, Abenteuer unter Wasser und Meine drei Söhne hinzu. Tuttle starb inmitten der Dreharbeiten zu William Wylers letztem Film Die Glut der Gewalt. Frank A. Tuttle wurde auf dem Friedhof Forest Lawn Memorial Park (Hollywood Hills) beerdigt.

## Filmografie (Auswahl)
- 1940: Arizona (Arizona)
- 1943: Destroyer
- 1944: None Shall Escape
- 1945: Polonaise
- 1945: 1001 Nacht (A Thousand and One Nights)
- 1946: Perilous Holiday
- 1947: Verwegene Männer im Sattel (The Last Round-Up)
- 1948: Opium (To the Ends of the Earth)
- 1948: Die Geliebte des Marschalls (The Gallant Blade)
- 1948: Thunderhoof
- 1949: Banditen am Scheideweg (The Doolins of Oklahoma)
- 1949: Schweigegeld für Liebesbriefe (The Reckless Moment)
- 1949: Der Mann, der zu Weihnachten kam (Mr. Soft Touch)
- 1950: Der Nevada-Mann (The Nevadan)
- 1950: Liebe unter schwarzen Segeln
- 1950: Ladung für Kapstadt (Cargo to Cape Town)
- 1950: Zwischen Mitternacht und Morgen (Between Midnight and Dawn)
- 1951: Unsichtbare Gegner (Santa Fe)
- 1951: Der nächtliche Reiter (The Lady and the Bandit)
- 1951: Die Spur führt zum Hafen
- 1951: Mann im Sattel (Man in the Saddle)
- 1951: Frauen und Toreros (The Brave Bulls)
- 1952: Tommy macht das Rennen (Boots Malone)
- 1952: Budapest antwortet nicht (Assignment – Paris!)
- 1952: Das Mädchen Frankie (The Member of the Wedding)
- 1952: Goldraub in Texas (Hangman’s Knot)
- 1952: Die schwarze Isabell (Captain Pirate)
- 1953: Der Gehetzte (The Juggler)
- 1953: Der schweigsame Fremde (The Stranger Wore a Gun)
- 1953: Verdammt in alle Ewigkeit
- 1954: Die Caine war ihr Schicksal
- 1954: Rächer in Schwarz (Ten Wanted Men)
- 1955: Mit Leib und Seele (The Long Gray Line)
- 1955: Todeszelle 2455 (Cell 2455 Death Row)
- 1955: Ein Mann wie der Teufel (A Lawless Street)
- 1956: Feuer im Blut (Hot Blood)
- 1956: Die siebte Kavallerie (Seventh Cavalry)
- 1957: Ums nackte Leben (The Garment Jungle)
- 1957: Der 27. Tag (The 27th Day)
- 1957: Fahrkarte ins Jenseits (Decision at Sundown)
- 1958: Die blonde Venus (Screaming Mimi)
- 1958: Sein Colt war schneller (Buchanan Rides Alone)
- 1958: Duell im Morgengrauen (Gunman‘s Walk)
- 1958: Der Henker wartet schon (Good Day for a Hanging)
- 1959: Auf eigene Faust (Ride Lonesome)
- 1959: Sie kamen nach Cordura
- 1959: Der Mann aus Arizona (Edge of Eternity)
- 1960: Einer gibt nicht auf (Comanche Station)
- 1960: Elmer Gantry
- 1961: Hitler
- 1963: Frauen, die nicht lieben dürfen
- 1964: Die Zwangsjacke
- 1964: Der Fänger
- 1965: Sie nannten ihn King
- 1965: Ein Mann wird gejagt
- 1966: Immer wenn er Dollars roch (Dead Heat on a Merry-Go-Round)
- 1966: Die gefürchteten Vier
- 1967: Scheidung auf amerikanisch
- 1967: Ein Froschmann an der Angel (The Big Mouth)
- 1967: Rat mal, wer zum Essen kommt
- 1968: Der große Schweiger (The Stalking Moon)
- 1968: Rollkommando
- 1968: Jerry, der Herzpatient (Hook, Line & Sinker)
- 1969: Verschollen im Weltraum
- 1969: Die Glut der Gewalt